# Denis Favier

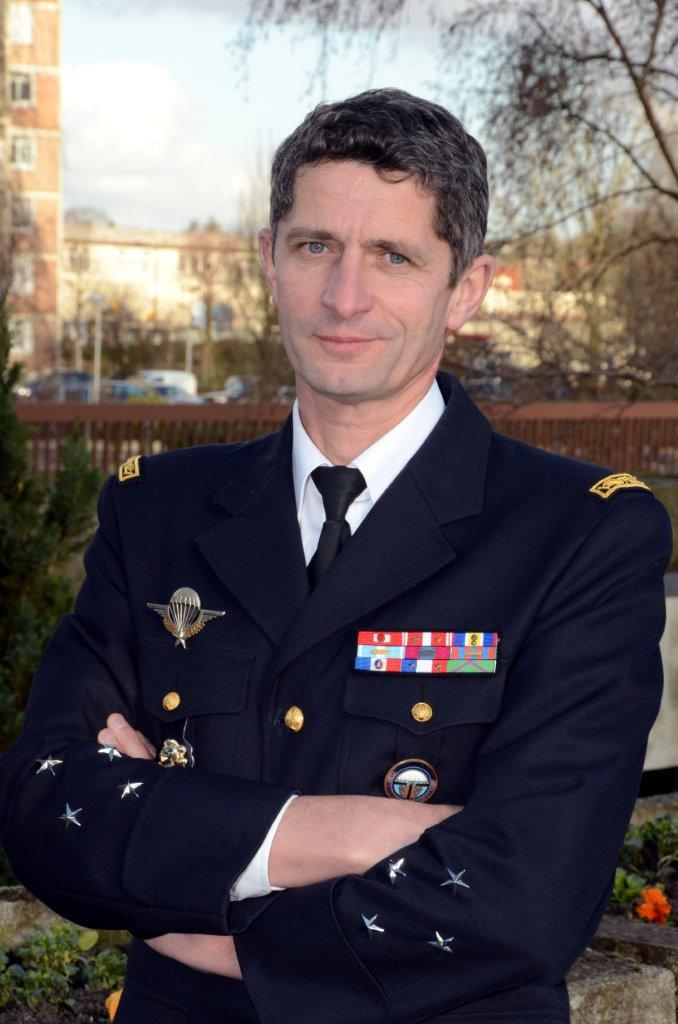
Denis Favier (2012)

Denis Favier (* 18. Mai 1959 in Lons-le-Saunier) ist ein französischer Général d’armée und Direktor der Gendarmerie nationale.

## Leben
Denis Favier besuchte 1981 die Militärschule Saint-Cyr. 1992 wurde er zum Kommandeur der Groupe d’intervention de la gendarmerie nationale (GIGN) ernannt und 1994 zum Commandant befördert.
Seine erste größere Bewährung fand er 1994 mit dem Einsatz gegen die Entführer des Air-France-Flugs 8969. Nach verschiedenen Verwendungen wurde er 2008 General der französischen Armee.
Seit 2013 ist Favier Direktor der Gendarmerie nationale. Im Januar 2015 übernahm er die Fahndungsermittlungen nach dem Anschlag auf Charlie Hebdo.